# Bibliotecario del Mundodisco
El Bibliotecario en la saga del Mundodisco de Terry Pratchett es un orangután encargado de custodiar la Biblioteca de la Universidad Invisible.
Antiguamente el bibliotecario era un mago al cual un accidente mágico que involucraba al "Octavo" (el más poderoso libro de magia del mundo) lo convirtió en simio. Los demás magos trataron de devolverlo a su forma original, pero fue imposible. Al final, llegaron a la conclusión de que sus esfuerzos eran en vano, ya que el Bibliotecario no quería ser devuelto a su forma humana. Y es que ser un simio tiene ventajas, como disponer de cuatro manos para poder trepar a las estanterías más altas o poder rascarse en público. Odia que le llamen mono, y sería capaz de arrancar algún apéndice importante a la persona que lo llamase así. Es un gran amigo de Rincewind, de hecho él es la única persona que conoce su nombre "real", parte fundamental del hechizo para convertirlo en humano. Es un gran conocedor del Espacio B, agente especial de la guardia de la ciudad y tiene la particularidad de que a pesar de todo su vocabulario se limita a la expresión "Oook", es muy fácil entender sus sabias palabras, además de ser el mejor organista de todo Mundodisco (tener patas prensiles ayuda mucho) y un gran amante del teatro, en especial de la comedia.
- Datos: Q246866